# Jean Baptiste Vuillaume

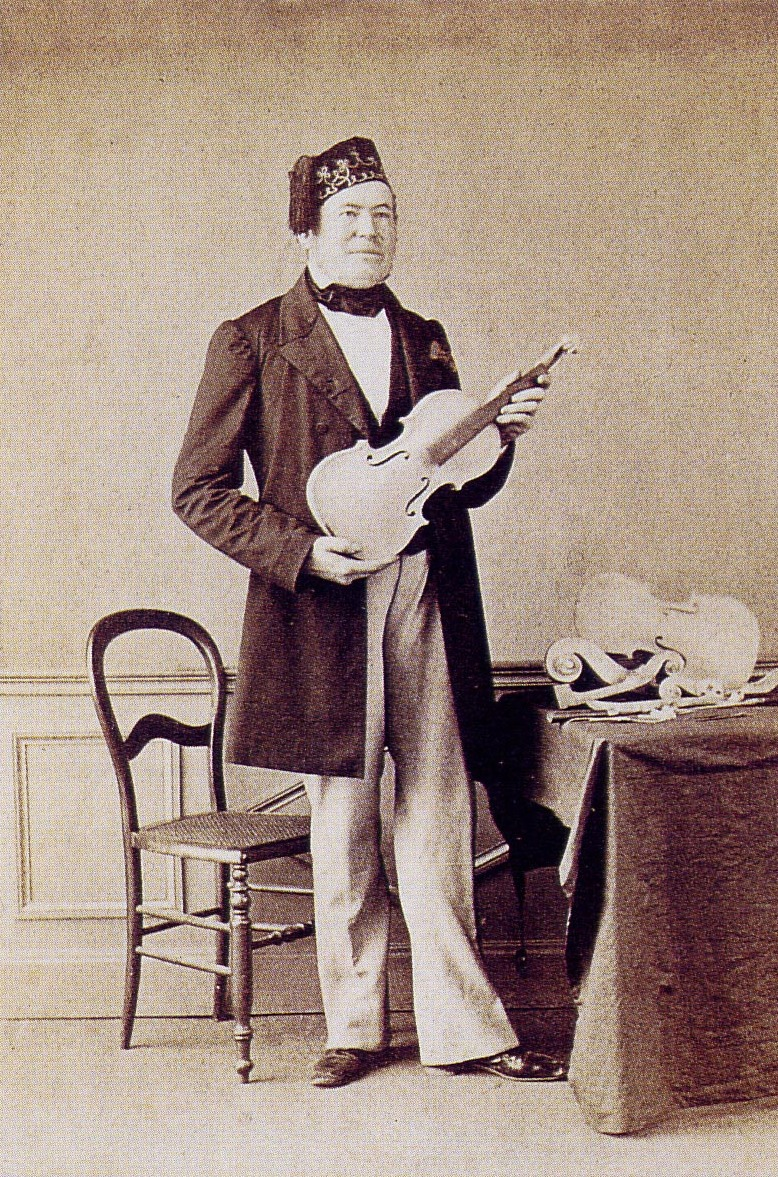
Jean-Baptiste Vuillaume (1860)

Jean-Baptiste Vuillaume (* 7. Oktober 1798 in Mirecourt; † 19. März 1875 in Paris) war ein einflussreicher französischer Geigenbauer des 19. Jahrhunderts.

## Leben
Jean-Baptiste Vuillaume war nicht nur einer der besten französischen Geigenbauer des 19. Jahrhunderts, sondern auch zu seiner Zeit eine zentrale Persönlichkeit im Geigenbau. Er folgte der Tradition seiner Familie. Sein Vater und Großvater waren bereits Geigenbauer, bei denen er die Kunst des Geigenbaus erlernte. 1818 ging er nach Paris, wo er sich bei dem bekannten François Chanot weiterbildete. Seine Vorbilder waren die Schönheit und die Ästhetik der Instrumente aus Cremona, deren Ideale er zu erreichen suchte. Ab 1821 arbeitete er bei Joseph-Dominique Lété, mit dem er drei Jahre später die gemeinsame Firma Lété et Vuillaume in der Pariser Rue Croix-des-Petits-Champs gründete.

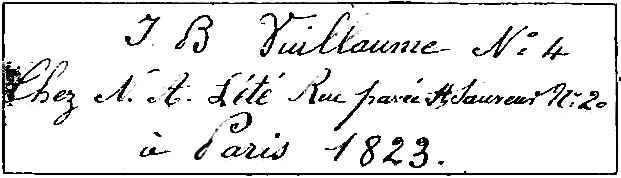
Etikett 1823

1828 machte er sich in der rue des Petits-Champs 46 selbstständig. Dort baute er Violinen, Bratschen, Celli und Kontrabässe immer nach den Vorbildern der Cremoneser Meister. Außerdem stellte er hervorragende Bögen her, die noch heute von ihrer Qualität nichts eingebüßt haben. Viele seiner Mitarbeiter gehörten im Nachhinein zu den besten Bogenbauern, deren Arbeiten bis heute bei Solisten höchste Wertschätzung genießen. Dazu gehörte auch der aus Markneukirchen stammende Hermann Richard Pfretzschner.
Auf Reisen in die Schweizer Alpen hielt Vuillaume Ausschau nach alten Schränken, Tischen und gar Tanzböden, die er oftmals zum Schrecken der Verkäufer sofort zerlegte und nur die für ihn brauchbaren Hölzer aufladen ließ. Mit der Zeit wurden seine Kopien so perfekt, dass sie kaum von den Originalen zu unterscheiden waren. Berühmt ist sein Nachbau von Niccolò Paganinis legendärer Guarnerius-Geige Cannone von 1838, den später der Paganini-Schüler Camillo Sivori von seinem Lehrer erwarb.
In den folgenden zwanzig Jahren wuchs seine Werkstatt zu einer der führenden Europas heran, für seine Geigen erhielt er bei den Französischen Industrieausstellungen 1827 und 1834 Silbermedaillen sowie 1844 und 1849 Goldmedaillen. 1855 kaufte er von den Erben des fahrenden italienischen Händlers Tarisio 144 italienische Geigen, davon 24 Stradivari zugeschriebene Instrumente, darunter die berühmte Messias. Diese Geigen zerlegte er teilweise als Studienobjekte. Bei  der Weltausstellung Paris 1855 erhielt er eine Goldmedaille. Vuillaume wurde 1851 mit dem Kreuz der französischen Ehrenlegion ausgezeichnet. In dieser Zeit kam auch der deutsche Akustiker Rudolph Koenig in Vuillaumes Werkstatt, um eine Lehre zu absolvieren.

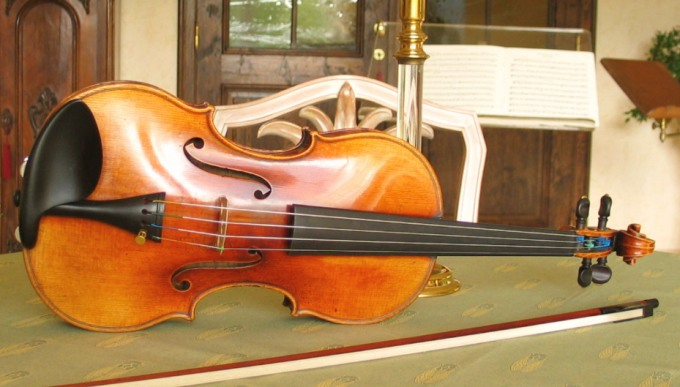
Violine von J. B. Vuillaume (Kopie einer Joseph Guarneri del Gesù) 1863

Als Vuillaumes goldene Periode bezeichnet man die 1860er Jahre, in dieser Zeit schuf er mehr als 3.000 nummerierte Instrumente. Äußeres Charakteristikum seiner Instrumente war die rötlich-braune Lackierung, die ab 1860 heller wurde. Seine Kontakte mit Hector Berlioz, den Violinisten Niccolò Paganini, Henri Vieuxtemps, Jean-Delphin Alard, Pablo de Sarasate, dem belgischen Cellisten Adrien-François Servais und dem norwegischen Geiger Ole Bull übten auf ihn einen großen Einfluss aus. Die Erkenntnisse der Akustikforschungen des Arztes und Physikers Félix Savart wurden teilweise in Vuillaumes Arbeit einbezogen. Als Folge dieser Kontakte entstanden auch neuartige Instrumente wie die tieferklingende Kontrabratsche (den 1855 gebauten, durch Körpergröße und Klangvolumen gekennzeichneten Contralto) und der Oktobass, ein überdimensionaler Kontrabass. 
Vuillaume entwickelte ebenfalls eine Reihe von Werkzeugen und Verfahren, die noch heute im Geigenbau nützlich sind.

## Weitere Geigenbauer in der Familie
- Claude Vuillaume – das älteste geigenbauende Familienmitglied
- Claude-François Vuillaume I (* 1730)
- Charles-François Vuillaume (1755–1779)
- Jean Vuillaume – Großvater von Jean-Baptiste Vuillaume, lernte angeblich bei Stradivari
- Claude François Vuillaume II (1772–1834) – Vater von Jean-Baptiste Vuillaume
- Nicolas-Vuillaume (1800–1871) – zweiter Sohn von Claude-François Vuillaume II., baute Instrumente von sehr guter Qualität
- Nicolas-François Vuillaume (1802–1876) – dritter Sohn von Claude-François Vuillaume II., war nach seinem Bruder J. B. Vuillaume der erfolgreichste Geigenbauer in der Familie
- Joseph-François Vuillaume (1804–1856) – arbeitete in Mirecourt, später in Paris und Lyon
- Sébastien Vuillaume (1835–1875) – Neffe von Jean-Baptiste Vuillaume

## Musiker
Einige Violinisten, die auf Vuillaume-Instrumenten spielen oder spielten:
- Niccolò Paganini (1782–1840), Vuillaume war Paganinis Geigenbauer und fertigte eine perfekte Kopie von Paganinis Geige an.
- Charles-Auguste de Bériot (1802–1870) – spielte nur mit Vuillaume-Bögen
- Ole Bull (1810–1880)
- Camillo Sivori (1815–1894), Paganini schenkte seinem einzigen Schüler Vuillaumes Kopie seiner eigenen Geige.
- Henri Vieuxtemps (1820–1881)
- Joseph Joachim (1831–1907)
- Eugène Ysaÿe (1858–1931)
- Josef Suk (1874–1935)
- Fritz Kreisler (1875–1962)
- Jacques Thibaud (1880–1953)
- Ruggiero Ricci (1918–2012)
- Isaac Stern (1920–2001)
- Josef Hassid (1923–1950)
- Charlie Haden (1937–2014), Jazz-Kontrabassist
- André Rieu (* 1949)
- Christian Altenburger (* 1957)
- John Patitucci (* 1959), Jazz-Kontrabassist
- Ingolf Turban (* 1964)
- Sebastian Hamann (* 1968)
- Michael Jelden (* 1971)
- Manrico Padovani (* 1973)
- Natasha Korsakova (* 1978)
- Hilary Hahn (* 1979)
- Lidia Baich (* 1981)
- Myvanwy Ella Penny (* 1984)
- Vilde Frang (* 1986)
- Lenka Matějáková (* 1986)
- Liv Migdal (* 1988)
- Esther Abrami (* 1996)